# Wyższa Szkoła Biznesu i Przedsiębiorczości w Ostrowcu Świętokrzyskim

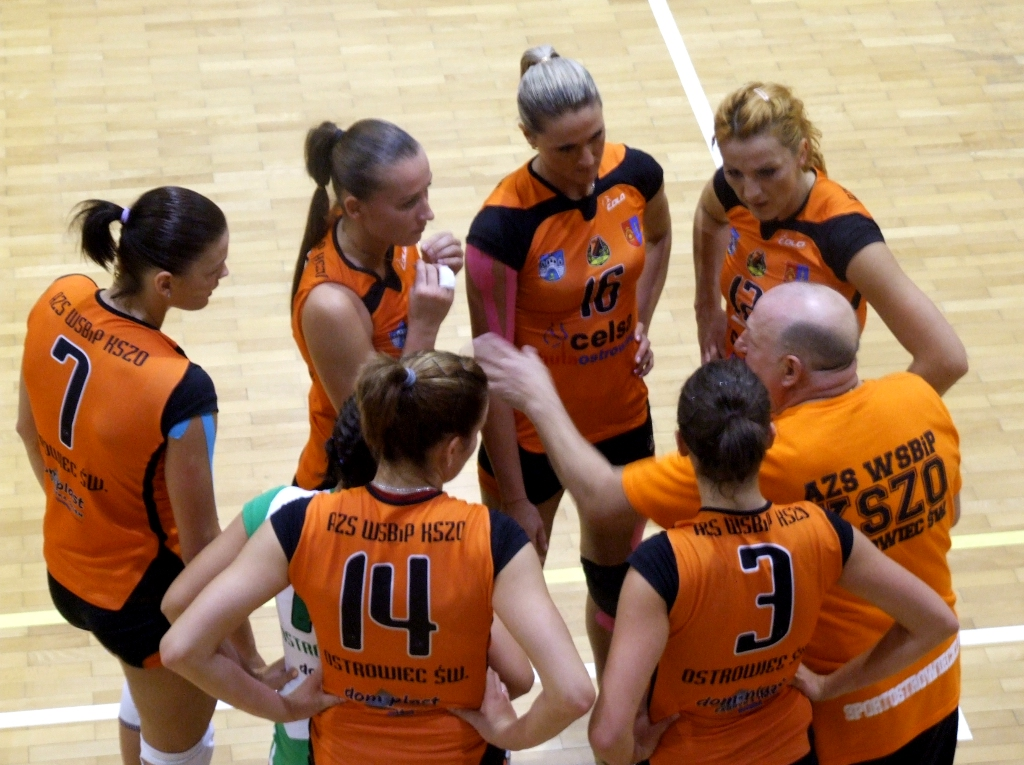
Siatkarki AZS WSBiP KSZO (2011)

Wyższa Szkoła Biznesu i Przedsiębiorczości w Ostrowcu Świętokrzyskim (WSBiP), uczelnia niepubliczna w Ostrowcu Świętokrzyskim, utworzona na podstawie decyzji Ministerstwa Edukacji Narodowej z 19 marca 1996 roku (w rejestrze niepaństwowych szkół wyższych została zapisana pod numerem 82). Siedziba uczelni mieści się w Ostrowcu Świętokrzyskim przy ul. Akademickiej 12.
Uczelnia prowadzi swą działalność nieprzerwanie od 1 października 1996 r. Według szacunkowych danych w pierwszych 20 latach swojego istnienia uczelnia wykształciła ok. 11 tys. absolwentów na studiach I i II stopnia, a także 7,5 tys. na studiach podyplomowych.
Uczelnia poza swą macierzystą bazą w Ostrowcu Świętokrzyskim posiada od 2013 r. Filie (wcześniej Wydziały Zamiejscowe) w Tomaszowie Mazowieckim oraz Limanowej.

## Historia
Historia Wyższej Szkoły Biznesu sięga roku 1995, kiedy powstała Ostrowiecka Szkoła Biznesu Sp. z o.o. – założyciel WSBiP. Jej udziałowcami zostali twórca koncepcji uczelni – prof. dr hab. Zbigniew Doliwa-Klepacki oraz przedsiębiorcy: Stanisław Bobkiewicz i Wojciech Cholewiński. Uczelnia została utworzona na mocy decyzji Ministra Edukacji Narodowej z 19 marca 1996. Pierwotnie składała się z 2 wydziałów – Menedżerskiego oraz Biznesu Międzynarodowego. W roku akademickim 1997/1997 zostały one połączone w Wydział Ekonomiczno-Prawny, ponadto zostały utworzone wydziały: Wychowania Fizycznego i Pedagogiczny. Pierwszym rektorem został prof. dr hab. Zbigniew Doliwa-Klepacki (1996–1997), zastąpiony w roku akademickim 1997/1998 przez prof. dr. hab. Franciszka Ryszkę (1998), który zmarł nagle kilka miesięcy po objęciu funkcji, a następnie prof. dr. hab. Bogdana Klepackiego (1998–2001).
Od 1998 r. główna siedziba uczelni mieściła się w użyczonym przez władze miasta kompleksie budynków, wcześniej użytkowanych przez PSP nr 7. Oprócz tego uczelnia korzystała z innych, zakupionych na terenie Ostrowca Świętokrzyskiego, budynków – na osiedlu Pułanki oraz ul. Gulińskiego.
W latach 1999–2000 doszło do zmian w strukturze uczelni – utworzony został Wydział Politologiczny, a także Nauczycielskie Kolegium Języków Obcych oraz Medyczne Studium Fizjoterapii. Rozpoczęto także kształcenia na studiach podyplomowych (2001). Pięć lat po zainaugurowaniu działalności WSBiP kształciła na kierunkach: ekonomia, socjologia, politologia, pedagogika, wychowanie fizyczne, fizjoterapia, w kolejnych latach rozpoczęto kształcenie na kierunkach: geodezja i kartografia, pielęgniarstwo (2004). Rektorami uczelni byli w tym czasie ponownie prof. dr hab. Zbigniew Doliwa-Klepacki (2001–2005) oraz dr hab. Tomasz Bartoszewicz (2005–2007).
W 2007 r. nastąpiła kolejna zmiana w strukturze uczelni – powołano dwa wydziały: Wydział Nauk Społecznych i Technicznych (dziekan: doc. dr Marek Jaworski) składający się z katedr: Ekonomii, Politologii, Geodezji i Kartografii, Metalurgii oraz Wydział Pedagogiki i Nauk o Zdrowiu (dziekan: doc. dr Tadeusz Grudniewski), składający się z katedr: Pedagogiki, Fizjoterapii, Wychowania Fizycznego, Pielęgniarstwa. Uczelnia otrzymała uprawnienia do kształcenia na kolejnych kierunkach: Zdrowie Publiczne (2007), Bezpieczeństwo Narodowe (2009), Filologia (2011). Jednocześnie w tym okresie z powodu braku zainteresowania ze strony potencjalnych kandydatów zaprzestano kształcenia na niektórych kierunkach, np. socjologii, politologii, metalurgii. W 2011 r. uczelnia obchodziła uroczystości 15-lecia. Po rezygnacji rektora Bartoszewicza kolejnymi rektorami byli: prof. dr hab. Stanisław Zaborniak (2007–2010) dr hab. Bożena Zboina (2010–2012, 2013–2015) oraz dr Tadeusz Grudniewski (2012–2013).
W 2013 r. utworzono dwa wydziały zamiejscowe WSBiP – Wydział Nauk Społecznych i Technicznych w Limanowej (dziekan: dr Robert Krasowski) oraz Wydział Pedagogiki i Nauk o Zdrowiu w Tomaszowie Mazowieckim (dziekan: dr Aneta Skuza). Po tragicznej śmierci prof. dr hab. Kazimierza Obodyńskiego (2015), powołanego na stanowisko rektora w kadencji 2015–2019, p.o. Rektora WSBiP został dr Marek Świeca, zaś w 2016 r. funkcję rektora powierzono dr Izabeli Zaborowskiej.

## WSBiP obecnie
WSBiP składa się od 1 października 2018 r. dwóch wydziałów: Wydziału Nauk Społecznych i Technicznych (dziekan: dr Dorota Maciąg) oraz Wydziału Pedagogiki i Nauk o Zdrowiu (dziekan: dr Grażyna Kałamaga), a także dwóch Filii – w Limanowej i Tomaszowie Mazowieckim (dawnych wydziałów zamiejscowych). Uczelnia kształci studentów na kierunkach: Bezpieczeństwo Narodowe (kierownik katedry: gen. broni dr Anatol Wojtan), Ekonomia (kierownik katedry: dr Przemysław Furgacz), Geodezja i Kartografia (kierownik katedry: dr inż. Łukasz Śliwiński), Pedagogika (kierownik katedry: dr Anna Zybura), Pielęgniarstwo (kierownik katedry: dr Małgorzata Cichońska), a także na studiach podyplomowych.
W 2016 r. w WSBiP odbyły się uroczystości 20-lecia uczelni. W 2019 r. otwarto Monoprofilowe Centrum Symulacji Medycznej, stanowiące nowoczesną bazę dydaktyczną dla kierunku Pielęgniarstwo.
Według stanu na 1 października 2018 r. w WSBiP kształciło się 1533 studentów na studiach I i II stopnia.
Z WSBiP ściśle związane jest Stowarzyszenie „Nauka, Edukacja, Rozwój” (prezes: Barbara Bakalarz-Kowalska), utworzone w 1998 r., będące m.in. organem prowadzącym Akademicką Niepubliczną Poradnię Psychologiczno-Pedagogiczną. WSBiP jest patronem Uniwersytetu Trzeciego Wieku przy WSBiP (powstał w 2003).

## Władze WSBiP

### Poczet rektorów[1]
| imię i nazwisko                        | zdjęcie | okres sprawowania funkcji | uwagi                    |
| -------------------------------------- | ------- | ------------------------- | ------------------------ |
| prof. dr hab. Zbigniew Doliwa-Klepacki |         | 1996–1997                 |                          |
| prof. dr hab. Franciszek Ryszka        |         | 1997–1998                 | zmarł w trakcie kadencji |
| prof. dr hab. Zbigniew Doliwa-Klepacki |         | 1998                      |                          |
| prof. dr hab. Bogdan Klepacki          |         | 1998–2001                 |                          |
| prof. dr hab. Zbigniew Doliwa-Klepacki |         | 2001–2005                 |                          |
| dr hab. Tomasz Bartoszewicz            |         | 2005–2007                 |                          |
| dr hab. Stanisław Zaborniak            |         | 2007–2010                 |                          |
| dr hab. Bożena Zboina                  |         | 2010–2012                 |                          |
| dr Tadeusz Grudniewski                 |         | 2012–2013                 |                          |
| dr hab. Bożena Zboina                  |         | 2013–2015                 |                          |
| prof. dr hab. Kazimierz Obodyński      |         | 2015                      | zmarł w trakcie kadencji |
| dr Izabela Zaborowska                  |         | 2016–2019                 |                          |
| dr Paweł Gotowiecki                    |         | 2019–2023                 |                          |

### Władze WSBiP w kadencji 2019–2023[3]
- Rektor: dr Paweł Gotowiecki
- Dziekan Wydziału Nauk Społecznych i Technicznych: dr Przemysław Furgacz
- Dziekan Wydziału Pedagogiki i Nauk o Zdrowiu: dr Grażyna Kałamaga
- Kanclerz: mgr Agnieszka Winiarczyk

## Wykładowcy
Wśród byłych oraz obecnych wykładowców WSBiP znajdują się: prof. dr hab. Tadeusz Aleksander, prof. dr hab. Klemens Białecki, dr hab. Andrzej Bonusiak, dr Włodzimierz Cimoszewicz, prof. dr hab. Wanda Dróżka, prof. dr hab. Irena Fierla, gen. broni w st. spocz. dr Józef Flis, prof. dr hab. Zofia Gawlina, prof. dr hab. Aleksander Gieysztor, prof. dr hab. Ryszard Hycner, prof. dr hab. Andrzej Jaeschke, prof. dr hab. Jerzy Jaskiernia, prof. dr hab. Mariusz Jędrzejko, prof. dr hab. Andrzej Jopkiewicz, dr Zdzisław Kałamaga, prof. dr hab. Kazimierz Kik, prof. dr hab. Janusz Kosicki, prof. dr hab. Teresa Kulik, prof. dr hab. Andrzej Malarewicz, prof. dr hab. Władysław Markiewicz, prof. dr hab. Jerzy Nowocień, dr Józef Oleksy, gen. dyw. w st. spocz. Andrzej Pietrzyk, prof. dr hab. Jerzy Piwek, dr hab. Mieczysław Poborski, prof. dr hab. Franciszek Ryszka, dr Leszek Sykulski, dr hab. Czesław Szczepańczyk, dr hab. Romuald Szeremietiew, prof. dr hab. Jan Szopa, ks. prof. dr hab. Jan Śledzianowski, prof. dr hab. Michał Śliwa, gen. broni w st. spocz. dr Anatol Wojtan, prof. dr hab. Zygmunt Wojtaszek.

## Współpraca międzynarodowa
WSBiP od początku swego istnienia współpracuje z zagranicznymi uczelniami oraz instytucjami i organizacjami pozarządowymi w obszarze badań naukowych oraz wymiany kadry akademickiej i studentów. Od 1996 r. uczelnia zawarła umowy partnerskie m.in. z takimi uczelniami jak: Czerniowiecki Uniwersytet Narodowy im. J. Fedkowycza (Ukraina), Narodowy Uniwersytet „Akademia Ostrogska” (Ukraina), Międzynarodowy Uniwersytet Kaukaski w Tbilisi (Gruzja), Akademia Sił Zbrojnych generała M. R. Stefanika (Słowacja), Uniwersytet Stefana Wielkiego w Suczawie (Rumunia), Uniwersytet „Gabriele d’Anuzzo” w Peskarze (Włochy), Uniwersytet Abant Izzet Baysal (Turcja), Uniwersytet Nauk Stosowanych w Kownie (Litwa), Eötvös József College (Węgry), Akademia Obrony Narodowej (Łotwa), Uniwersytet w Dyneburgu (Łotwa), Połocki Uniwersytet Państwowy (Białoruś), Uniwersytet Katolicki w Rużomberku (Słowacja), Uniwersytet Vita-Salute San Raffaele w Mediolanie (Włochy), Instytut Politechniczny w Setúbal (Portugalia), Uniwersytet Tomáša Baty w Zlinie (Czechy).
Od 2004 r. WSBiP uczestniczy w programach Socrates II, LLP i Erasmus+. Uczelnia uczestniczy w międzynarodowych projektach badawczych, programach stażowych oraz wymianie kadry akademickiej. W ramach polityki umiędzynarodowienia w gościnne wykłady w WSBiP mieli naukowcy m.in. ze Belgii, Stanów Zjednoczonych, Ukrainy, Węgier, Gruzji, Brazylii, Turcji, Słowacji.

## Działalność naukowo-badawcza
WSBiP, pomimo statusu uczelni regionalnej, prowadzi działalność naukowo-badawczą. W szczególności realizowana jest ona w obszarach: nauk o zdrowiu, ekonomii, stosunków międzynarodowych, wojskowości, pedagogiki, historii. Od 2003 r. organizowana jest cykliczna ogólnopolska (z czasem międzynarodowa) konferencja medyczna „Ostrowieckie Dni Promujące Zdrowie”. W 2014 r. konferencję naukową „Życie i działalność Prezydenta RP na uchodźstwie Kazimierza Sabbata na tle misji polskiej emigracji niepodległościowej” objął honorowym patronatem Prezydent RP Bronisław Komorowski. W 2016 r. WSBiP była gospodarzem Międzynarodowej Konferencji Naukowej „Obrona Terytorialna i jej rola we współczesnych systemach bezpieczeństwa” – pierwszej w Polsce konferencji eksperckiej poświęconej problematyce obrony terytorialnej. WSBiP realizowała ponadto szereg projektów badawczych, m.in. ze środków Narodowego Centrum Badań i Rozwoju.
W ramach popularyzacji nauki WSBiP organizuje spotkania z luminarzami polskiej nauki, polityki i biznesu, seminaria, wykłady otwarte. Z WSBiP współpracują na polu nauki i działalności eksperckiej Ostrowieckie Towarzystwo Naukowe (powstałe w 2009) oraz Środkowoeuropejski Instytut Badań i Analiz Strategicznych (powstały w 2016).

## Działalność wydawnicza

### Wydawnictwo
Od 1998 roku funkcjonuje Wydawnictwo WSBiP. W przeciągu minionych 20 lat wydawnictwo wydało przeszło 100 publikacji o charakterze naukowym i popularnonaukowym (monografie, publikacje zbiorowe, skrypty, księgi jubileuszowe) w szczególności z dziedzin: prawa, ekonomii, stosunków międzynarodowych, medycyny, pedagogiki. Wydawnictwo wydaje także czasopisma uczelniane oraz publikacje okolicznościowe. W strukturze uczelni wydawnictwo połączone jest z księgarnią akademicką oraz Biblioteką WSBiP.

### Czasopisma uczelniane
- Acta Scientifica Adademiae Ostroviensis. Sectio A (od 1998)
- Acta Scentifica Academiae Ostroviensis. Sectio B (1998–2014)
- Ante Portas – Studia nad Bezpieczeństwem (od 2012)
- Miscellaneous Studies in English (2008–2010)
- Polish Journal of Health and Fitness (od 2015)

## Sport akademicki
W 1999 r. na bazie juniorskiego klubu UMKS Ostrovia utworzony został profesjonalny Klub Piłki Siatkowej WSBiP (następnie ASZ WSBiP). W sezonie 2001/2002 klub po raz pierwszy zagrał w rozgrywkach II ligi, zaś w sezonie 2004/2005 w rozgrywkach I ligi „B”. Przed sezonem 2005/2006 klub został włączony w struktury KSZO, występując pod nazwą AZS WSBiP KSZO (do 2014 r., kiedy po awansie do ORLEN Ligi powołano spółkę KSZO Ostrowiec S.A.) W „akademickim” okresie zespołu występowały w nim takie siatkarki jak: Katarzyna Mróz czy Agata Mróz, która jako siatkarka AZS WSBiP została złotą medalistką Mistrzostw Europy w Turcji (2003).
Oprócz sekcji piłki siatkowej AZS WSBiP posiadał amatorskie sekcje: piłki nożnej oraz tenisa stołowego (powołana w 2003 r.), regularnie występujące m.in. w Mistrzostwach Polski Uczelni Niepaństwowych.